# 곤지암
곤지암(昆池岩)은 화강암으로 이루어진 바위로 대한민국 경기도 광주시 곤지암읍 곤지암로 72에 있다. 1985년 6월 28일 경기도의 문화재자료 제63호로 지정되었다. 이 바위에는 조선 선조 때의 명장인 신립 장군에 얽힌 전설이 내려오고 있으며 이 바위로 인해 지역의 지명으로 사용되고 있다. 이 곳에 괴담에 떠도는 2018년의 영화 곤지암이라는 영화가  있다

## 위치
경기도 광주시 곤지암읍 곤지암로 72에 위치하고 있는데, 곤지암 초등학교의 정문을 마주 바라보고 섰을 때 좌측으로 곤지암리 453-45번지 뒷편에 있다. 신립 장군의 묘소가 있는 곤지암읍 신대리 산 15-1번지에서 남서 방향으로 직선거리 800미터 지점에 있다.
곤지암(昆池岩)은 화강암으로 된 큰 바위와 작은 바위 두 개가 조금 떨어져 있는데, 큰 바위는 높이 3.6m에 폭이 5.9m이고, 작은 바위는 높이 2m에 폭 4m크기이다. 바위 위쪽에 광주시 보호수로 지정된 수령 약 400년된 향나무가 자리잡고 있어 서로 잘 어울린다.

## 유래
곤지암(昆池岩)의 바위에는 원통하게 죽은 조선 선조 대의 명장 신립 장군에 얽힌 전설이 있다. 신립은 왜군의 침략을 대수롭지 않게 여긴 왕으로부터 훈련도 안된 병사 몇백 명을 이끌고 왜군을 물리치고 오라는 명을 받고 김여물과 함께 싸움터로 향했다. 그러나 그는 충주 달천에서 고니시 유키나가의 지휘를 받는 수만 명의 왜군과 싸우다 참패를 당하자 강물에 투신하여 순직하였다. 몇몇 살아 남은 병사들이 물에서 신립 장군을 건졌을 때 얼마나 원통하고 분했던지 두 눈을 부릅뜨고 당장이라도 호령할 것 같은 기세를 하고 있었다고 한다.
병사들이 장군의 시체를 광주에 옮겨 장사를 지냈는데 그 후로 이상한 일이 발생하였다. 묘지에서 얼마 떨어지지 않은 곳에 고양이처럼 생긴 바위가 하나 있었는데, 누구든 이 앞을 말을 타고 지나가려고 하면 말발굽이 땅에 붙어 떨어지지 않으므로 말에서 내려 걸어가야 했던 것이다. 그러던 중 어떤 장군이 이 앞을 지나가다가 신립 장군의 묘를 찾아가, 오가는 행인을 괴롭히지말라고 요청했다. 그러자 갑자기 뇌성과 함께 벼락이 쳐 바위를 내리쳐서 바위의 윗부분이 땅에 떨어지고 두 쪽으로 갈라지면서 그 옆에 큰 연못이 생겼다. 그 후로는 괴이한 일이 일어나지 않았고, 이때부터 사람들은 이 바위를 큰-연못-바위라는 뜻을 가진 '곤지암'(昆池岩)이라 불렀다. 원래는 이 바위 주변에는 연못이 있어서 노곡천과 연결되어 있었으나 현재는 복개되어 학교와 주택가로 변하였다.

## 참고 자료
- 곤지암 - 국가유산청 국가유산포털